# Nabaluia
Nabaluia là một chi thực vật có hoa trong họ, Orchidaceae.